# Nigel Davenport
Arthur Nigel Davenport (* 23. Mai 1928 in Cambridge, Cambridgeshire; † 25. Oktober 2013 in Gloucester, Gloucestershire) war ein britischer Schauspieler.

## Leben
Davenport stammte aus einer Akademikerfamilie und wollte nach seiner Schulzeit Philosophie, Politik und Wirtschaftswissenschaften studieren, änderte seine Einschreibung auf Anraten seiner Tutoren aber auf das Fach Englisch. Er war als Student in Oxford gemeinsam mit Tony Richardson, John Schlesinger und Kenneth Tynan Mitglied in der Oxford University Dramatic Society und ging danach als Schauspieler ans Theater. Zuerst stand er im „Savoy Theatre“ und dann mit der „Shakespeare Memorial Company“ auf der Bühne, bevor er zu Beginn der 1960er Jahre am Royal Court Theatre zum Ensemble gehörte. Nach ein paar Fernsehauftritten hatte er sein Kinodebüt 1959 mit einer sehr kleinen Rolle in Blick zurück im Zorn. Weitere Nebenrollen wie in The Entertainer oder Augen der Angst folgten. Seinen Durchbruch als Filmschauspieler hatte er 1966 mit Ein Mann zu jeder Jahreszeit von Fred Zinnemann. Er spielte in diesem Historienfilm den Duke of Norfolk. Davenport war von großer Statur und deshalb oft als typisch britischer Adeliger, Polizeiinspektor oder Militäroffizier, häufig mit augenzwinkerndem Charme, in zahlreichen Filmen besetzt. Weitere bemerkenswerte Darstellungen finden sich als Lord Bothwell in Maria Stuart, Königin von Schottland, dem Tierfilm Living Free 1972 und dem an den Kinokassen durchgefallenen ungewöhnlichen Phase IV. 1986 trat er im Fernsehklassiker The Last Viceroy als General Lord Ismay neben Nicol Williamson auf. Zu Beginn des neuen Jahrtausends zog sich Davenport von der aktiven Schauspielerei zurück, als er Schwierigkeiten mit dem Memorieren von Texten bekam.
Nigel Davenport ist der Vater der Schauspieler Jack Davenport und Laura Davenport.

## Filmografie (Auswahl)
- 1959: Blick zurück im Zorn (Look Back in Anger)
- 1960: Augen der Angst (Peeping Tom)
- 1964: Denn erstens kommt es anders… (The Verdict)
- 1964: The Third Secret
- 1965: Die Verdammten der Kalahari (Sands of the Kalahari)
- 1965: Dolche in der Kasbah (Where the Spies Are)
- 1966: Ein Mann zu jeder Jahreszeit (A Man for All Seasons)
- 1966, 1968: Mit Schirm, Charme und Melone (The Avengers) (Fernsehserie, 2 Folgen)
- 1968: Ein dreckiger Haufen (Play Dirty)
- 1968: Der mysteriöse Mr. Sebastian (Sebastian)
- 1969: Der Untergang des Sonnenreiches (The Royal Hunt of the Sun)
- 1971: Das vergessene Tal (The Last Valley)
- 1971: Maria Stuart, Königin von Schottland (Mary, Queen of Scots)
- 1972: Das Attentat (L'attentat)
- 1973: Unter tödlicher Sonne (Charley One-Eye)
- 1973: Graf Dracula (Dan Curtis' Dracula)
- 1973: Das Bildnis des Dorian Gray
- 1974: Phase IV (Phase IV)
- 1977: Die Insel des Dr. Moreau (The Island of Dr. Moreau)
- 1979: James jr. schlägt zu (The London Connection)
- 1981: Die Stunde des Siegers (Chariots of Fire)
- 1981: Nachtfalken (Night Hawks)
- 1981: Masada (Masada)
- 1981: Den Tüchtigen gehört die Welt
- 1984: Greystoke – Die Legende von Tarzan, Herr der Affen (Greystoke: The Legend of Tarzan, Lord of the Apes)
- 1984: Charles Dickens’ Weihnachtsgeschichte (A Christmas Carol)
- 1986: Caravaggio (Caravaggio)
- 1988: Genie und Schnauze (Without a Clue)
- 1993: Mehr Schein als Sein (Keeping Up Appearances) (Fernsehserie, 1 Folge)
- 1997: La vuelta de El Coyote
- 2000: Inspector Barnaby (Midsomer Murders) (Fernsehserie, Staffel 3, Folge 2: Drei tote alte Damen (Blue Herrings))